# جيسيكا أوريغلياسو
جيسيكا لويس أوريغلياسو (Jessica Louis origliasso)  مغنية وكاتبة أغاني وممثلة أسترالية من مواليد 25 ديسمبر 1984 .

## روابط خارجية
- جيسيكا أوريغلياسو على موقع IMDb (الإنجليزية)
- جيسيكا أوريغلياسو على موقع ميوزك برينز (الإنجليزية)
- جيسيكا أوريغلياسو على موقع قاعدة بيانات الأفلام السويدية (السويدية)
- جيسيكا أوريغلياسو على موقع قاعدة بيانات الفيلم (الإنجليزية)
- جيسيكا أوريغلياسو على موقع كينوبويسك (الروسية)